# Mario Osuna
Mario Humberto „Mono” Osuna Pereznuñez (ur. 20 sierpnia 1988 w Culiacán) – meksykański piłkarz występujący na pozycji środkowego lub defensywnego pomocnika, reprezentant Meksyku.

## Kariera klubowa
Osuna pochodzi z miasta Culiacán w stanie Sinaloa i jest wychowankiem tamtejszego klubu Dorados de Sinaloa. Do seniorskiej drużyny – występującej wówczas w drugiej lidze – został włączony jako dwudziestolatek po kilku latach gry w rezerwach (Dorados Mazatlán i Dorados de Los Mochis) i już niebawem wywalczył sobie niepodważalne miejsce w wyjściowym składzie. W jesiennym sezonie Apertura 2012 dotarł ze swoim zespołem do finału drugiej ligi – Ascenso MX, a także zdobył puchar Meksyku – Copa MX. Po prawie czterech latach spędzonych w Dorados, w styczniu 2013 za sprawą udanych występów trafił do pierwszoligowego Querétaro FC, w którego barwach zadebiutował w Liga MX, 5 stycznia 2013 w zremisowanym 2:2 spotkaniu z Leónem. Z miejsca został podstawowym pomocnikiem ekipy i premierowego gola w pierwszej lidze meksykańskiej strzelił 19 lipca tego samego roku w przegranej 1:3 konfrontacji z Morelią. W wiosennym sezonie Clausura 2015 – jako kluczowy pomocnik ekipy Víctora Manuela Vuceticha – zdobył z Querétaro wicemistrzostwo Meksyku, zaś w jesiennych rozgrywkach Apertura 2016 wywalczył drugi w swojej karierze puchar kraju.

## Kariera reprezentacyjna
W seniorskiej reprezentacji Meksyku Osuna zadebiutował za kadencji selekcjonera Miguela Herrery, 15 kwietnia 2015 w przegranym 0:2 meczu towarzyskim z USA. Dwa miesiące później został powołany do rezerwowej kadry na rozgrywany w Chile turniej Copa América, podczas którego był jednak rezerwowym swojej drużyny i wystąpił w jednym z trzech możliwych meczów (jako rezerwowy), zaś Meksykanie zakończyli swój udział w turnieju już na fazie grupowej.

## Statystyki kariery

### Klubowe
| Dorados Mazatlán (rez.)   | 2007–2008        | Meksyk           | Segunda División | 27  | 1  | —  | — | —   | — | — | 27  | 1  |
| Dorados Los Mochis (rez.) | 2008–2009        | Meksyk           | Segunda División | 36  | 5  | —  | — | —   | — | — | 36  | 5  |
| Ogółem (rezerwy)          | Ogółem (rezerwy) | Ogółem (rezerwy) | Ogółem (rezerwy) | 63  | 6  | —  | — | —   | — | — | 63  | 6  |
| Dorados                   | 2009–2010        | Meksyk           | Ascenso MX       | 18  | 1  | —  | — | —   | — | — | 18  | 1  |
| Dorados                   | 2010–2011        | Meksyk           | Ascenso MX       | 33  | 0  | —  | — | —   | — | — | 33  | 0  |
| Dorados                   | 2011–2012        | Meksyk           | Ascenso MX       | 12  | 1  | —  | — | —   | — | — | 12  | 1  |
| Dorados                   | 2012–2013        | Meksyk           | Ascenso MX       | 17  | 5  | 8  | 0 | —   | — | — | 25  | 5  |
| Querétaro                 | 2012–2013        | Meksyk           | Liga MX          | 16  | 0  | —  | — | —   | — | — | 16  | 0  |
| Querétaro                 | 2013–2014        | Meksyk           | Liga MX          | 26  | 2  | 7  | 0 | —   | — | — | 33  | 2  |
| Querétaro                 | 2014–2015        | Meksyk           | Liga MX          | 34  | 3  | 9  | 3 | —   | — | — | 43  | 6  |
| Querétaro                 | 2015–2016        | Meksyk           | Liga MX          | 25  | 0  | —  | — | LMC | 2 | 0 | 27  | 0  |
| Querétaro                 | 2016–2017        | Meksyk           | Liga MX          | 0   | 0  | —  | — | —   | — | — | 0   | 0  |
| Ogółem                    | Ogółem           | Ogółem           | Ogółem           | 253 | 18 | 24 | 3 | LMC | 2 | 0 | 279 | 21 |

- LMC – Liga Mistrzów CONCACAF

### Reprezentacyjne
| Meksyk | Meksyk | 2015   | 2 | 0 | — | — | CA | 1 | 0 | 3 | 0 |
| Ogółem | Ogółem | Ogółem | 2 | 0 | — | — | CA | 1 | 0 | 3 | 0 |

- CA – Copa América